# Педрац (Болцано)
Педрац је насеље у Италији у округу Болцано, региону Трентино-Јужни Тирол.
Према процени из 2011. у насељу је живело 58 становника. Насеље се налази на надморској висини од 831 м.